# Ромашкінське нафтове родовище
54°34′22″ пн. ш. 52°22′14″ сх. д. / 54.57278° пн. ш. 52.37056° сх. д.
Ромашкінське нафтове родовище — розташоване біля м. Альметьєвськ у Татарії, РФ. Належить до Татарської НГО Волго-Уральської нафтогазоносної провінції. Відкрито у 1948 році. Приурочене до платформної структури розміром 65×70 км центральної частини Південно-Татарського склепіння. Амплітуда по фундаменту Східноєвропейської платформи і покрівлі девонських відкладів становить 50 м.
Потужність відкладів осадового чохла платформи в межах родовища становить 1700 м. Розріз складений породами від середньодевонського до пермського віку включно. Нафтоносність переважно пов'язана з теригенними і меншою мірою з карбонатними відкладами верхнього девону і нижнього карбону. В теригенній товщі верхньодевонських відкладів виділено п'ять нафтоносних горизонтів які представлені пластами пісковиків і алевролітів, потужністю до 30  м. Пористість колекторів змінюється від 10 до 24 %, проникність — від 0,01 до 1,1 мкм2. З теригенною товщею карбону пов'язані два горизонти, складені піскувато-алевролітовими породами, яким притаманний невитриманий склад за площею (фаціальне заміщення). Їх відкрита пористість змінюється від 8 до 24 %, проникність — від 0,005 до 0,35 мкм2.
Включає 200 покладів. Розробляється механізованим способом з підтриманням пластового тиску.